# Verkiezingen voor het Europees Parlement 1994
De verkiezingen voor het Europees Parlement 1994 waren de vierde verkiezingen voor een rechtstreeks gekozen Europees Parlement, voor de zittingsperiode 1994-1999. Zij vonden plaats van 9 t/m 12 juni 1994. Er werd in alle 12 lidstaten gestemd voor in totaal 567 parlementsleden.

Samenstelling na de verkiezingen van de delegatie van elke lidstaat

## Aantal zetels per land
| Lidstaat            | 1994 | 1995 | 1996 |
| ------------------- | ---- | ---- | ---- |
| België              | 25   | 25   | 25   |
| Denemarken          | 16   | 16   | 16   |
| Duitsland           | 99   | 99   | 99   |
| Finland             | -    | -    | 16   |
| Frankrijk           | 87   | 87   | 87   |
| Griekenland         | 25   | 25   | 25   |
| Ierland             | 15   | 15   | 15   |
| Italië              | 87   | 87   | 87   |
| Luxemburg           | 6    | 6    | 6    |
| Nederland           | 31   | 31   | 31   |
| Oostenrijk          | -    | -    | 21   |
| Portugal            | 25   | 25   | 25   |
| Spanje              | 64   | 64   | 64   |
| Verenigd Koninkrijk | 87   | 87   | 87   |
| Zweden              | -    | 22   | 22   |
| totaal              | 567  | 589  | 626  |

## Zetelverdeling naar fractie
De zetelverdeling in het Europees Parlement was na de verkiezingen van 1994 als volgt:
| Fractie | Fractie                                                 | Aantal zetels in | Aantal zetels in | Zetelverdeling (grafisch) |
| Fractie | Fractie                                                 | 1994             | 1999             | Zetelverdeling (grafisch) |
| ------- | ------------------------------------------------------- | ---------------- | ---------------- | ------------------------- |
|         | Europese Sociaaldemocraten                              | 198              | 214              | 1994                      |
|         | Europese Volkspartij en Europese Democraten             | 156              | 201              | 1994                      |
|         | Europese Liberale en Democratische Partij               | 44               | 42               | 1994                      |
|         | Europees Unitair Links                                  | 28               | 34               | 1994                      |
|         | Forza Europa                                            | 27               | -                | 1994                      |
|         | Verenigde Europese democraten                           | 26               | -                | 1994                      |
|         | Unie voor Europa                                        | -                | 34               | 1994                      |
|         | De Groenen in het Europees Parlement                    | 23               | 27               | 1994                      |
|         | Europese Radicale Alliantie                             | 19               | 21               | 1994                      |
|         | Europa van Nationale Staten                             | 19               | -                | 1994                      |
|         | Onafhankelijken voor het Europa van de Nationale Staten | -                | 15               | 1994                      |
|         | niet-fractiegebonden leden                              | 27               | 38               | 1994                      |
| totaal  | totaal                                                  | 567              | 626              |                           |